# A Festa dos Deuses
A Festa dos Deuses é uma pintura do artista holandês da Idade de Ouro de Utrecht Jan Harmensz van Bijlert, na qual é representada a chegada de Dionísio, o deus do vinho e das festas. A obra teria sido produzida entre os anos de 1635-1640.

## Polêmica
Durante os Jogos Olímpicos de Verão de 2024, uma cena ocorrida durante a abertura causou polémica, pois durante a seção chamada de "festividade", pessoas com roupas extravagantes, dentre elas drag queens, surgiram em uma mesa em um posicionamento similar ao do quadro "A Festa dos Deuses", pintura do artista holandês da Idade de Ouro Utrecht Jan Harmensz van Bijlert. Uma declaração dos produtores do evento desmentiu que a inspiração tivesse sido o afresco A Última Ceia de Da Vinci, facto reforçado pelas declarações do diretor artístico da cerimônia de abertura dos Jogos Olímpicos, Thomas Jolly, o qual negou a inspiração no quadro de Da Vinci. O quadro "Festa dos Deuses", de Jan Harmensz van Bijlert foi citado então como uma possível inspiração para a cena. A BBC, no entanto, fez referência à A Festa dos Deuses, obra concluída em 1514 pelo italiano Giovanni Bellini.
A Conferência de Bispos de França emitiu uma nota respeito da abertura dos Jogos, onde descreveu como deplorável as cenas de escárnio e zombaria ao cristianismo, ao mesmo tempo em que elogiu outros momentos.